# Nils Ferlin-Sällskapet
Nils Ferlin-Sällskapet grundades 1962, ett år efter Nils Ferlins bortgång, av några av hans vänner. Initiativtagare till Nils Ferlin-Sällskapets bildande var Carl Emil Englund och Ingegerd Granlund. Syftet med sällskapet var att instifta en stipendiefond till "värdiga svenskspråkiga lyriker". Det första Ferlin-stipendiet, som senare bytte namn till Ferlinpriset, delades ut 1963. Sedan 1980 delar Nils Ferlin-Sällskapet också årligen ut ett trubadurpris.
Medlemstidningen "Poste Restante" utkommer sedan 1968 med två nummer/år och innehåller artiklar om Ferlin och presenterar pristagarna.

## Ferlinpriset
- 1963 – Ruben Nilson
- 1964 – Emil Hagström
- 1965 – Helmer Grundström
- 1966 – Tor Bergner
- 1967 – Olle Svensson
- 1968 – Nils-Magnus Folcke
- 1969 – Sonja Åkesson
- 1970 – Ebba Lindqvist
- 1971 – Petter Bergman
- 1972 – Sandro Key-Åberg
- 1973 – Sten Hagliden
- 1974 – Stig Warren
- 1975 – Harald Forss
- 1976 – Elsa Grave
- 1977 – Axel Liffner
- 1978 – Ingeborg Erixson och Anna Rydstedt
- 1979 – Bengt Anderberg
- 1980 – Ann Margret Dahlquist-Ljungberg
- 1981 – Bo Carpelan
- 1982 – Lars Lundkvist
- 1983 – Lars Forssell
- 1984 – Birger Norman
- 1985 – Maria Wine
- 1986 – Bengt Emil Johnson
- 1987 – Tomas Tranströmer
- 1988 – Solveig von Schoultz
- 1989 – Ralf Parland
- 1990 – Bo Setterlind
- 1991 – Stig Sjödin
- 1992 – Ulla Olin-Nilson
- 1993 – Bodil Malmsten
- 1994 – Folke Isaksson
- 1995 – Werner Aspenström
- 1996 – Johannes Edfelt
- 1997 – Jacques Werup och Ola Magnell
- 1998 – Göran Sonnevi
- 1999 – Eva Runefelt
- 2000 – Kristina Lugn
- 2001 – Gunnar Harding
- 2002 – Povel Ramel
- 2003 – Göran Palm
- 2004 – Katarina Frostenson
- 2005 – Bengt Berg
- 2006 – Ylva Eggehorn
- 2007 – Eeva Kilpi
- 2008 – Birgitta Lillpers
- 2009 – Lennart Hellsing
- 2010 – Göran Greider
- 2011 – Lennart Sjögren
- 2012 – Lars Gustafsson
- 2013 – Bruno K. Öijer[1]
- 2014 – Kjell Espmark[2]
- 2015 – Magnus William-Olsson[3]
- 2016 – Lars Norén[4]
- 2017 – Ann Jäderlund
- 2018 – Håkan Sandell
- 2019 – Tua Forsström
- 2020 – Gunnar D. Hansson
- 2021 – Bob Hansson
- 2022 – Bert Westerström
- 2023 – Marie Lundquist
- 2024 – Emil Jensen[5]

## Trubadurpriset
- 1980 – Thorstein Bergman
- 1981 – Gunde Johansson
- 1982 – Olle Adolphson
- 1983 – Gunnar Turesson
- 1984 – Torgny Björk
- 1985 – Tor Bergner
- 1986 – Ove Engström
- 1987 – Cornelis Vreeswijk
- 1988 – Alf Hambe
- 1989 – Rolf Wikström
- 1990 – Håkan Steijen
- 1991 – Jan-Olof Andersson
- 1992 – Margareta Kjellberg
- 1993 – Staffan Percy
- 1994 – Barbara Helsingius
- 1995 – Sven-Bertil Taube
- 1996 – Monika Lilja
- 1997 – Ola Magnell
- 1998 – Göran Fristorp
- 1999 – Rolf Mårth
- 2000 – Stefan Demert
- 2001 – Jeja Sundström
- 2002 – Pär Sörman
- 2003 – Ewert Ljusberg
- 2004 – Finn Zetterholm
- 2005 – Torsten Arnbro
- 2006 – Peder Svan
- 2007 – Ulf Bagge
- 2008 – Marie Bergman
- 2009 – Cajsa Stina Åkerström
- 2010 – Mats Paulson
- 2011 – Owe Thörnqvist
- 2012 – Lasse Berghagen
- 2013 – Sofia Karlsson[1]
- 2014 – Pierre Ström[2]
- 2015 – Maria Lindström[3]
- 2016 – Bernt Törnblom[4]
- 2017 – Lars-Åke Andersson
- 2018 – Anna Döbling
- 2019 – Tommy Körberg
- 2020 – Gösta Linderholm
- 2021 – Mats Klingström
- 2022 – Mando Diao
- 2023 – Göran Samuelsson
- 2024 – Tomas Andersson Wij[5]

### Fotnoter
1. 1 2  Ferlinpriset till Bruno K Öijer Arkiverad 4 oktober 2013 hämtat från the Wayback Machine., Östgöta Correspondenten, 1 oktober 2013.
2. 1 2  Espmark hedras med Ferlinpriset, Svenska Dagbladet, 29 september 2014.
3. 1 2  Ferlinpriset till William-Olsson, Svenska Dagbladet, 30 september 2015
4. 1 2  Ferlinpriset till Lars Norén, Sydsvenskan, 25 september 2016
5. 1 2  
Poste Restante. Medlemstidning för Nils Ferlin-sällskapet, Nr 1 2024 sida 2.